# 野々村四郎右衛門
野々村 四郎右衛門（ののむら しろううえもん）は、安土桃山時代から江戸時代にかけての武士。江戸幕府旗本。

## 経歴
野々村氏略系図によれば尾張の出身で幸政（三十郎）の三男。諱を幸包といい、兄に幸成と迅政。はじめ中村一氏に、のちに徳川家康、秀忠に使番として仕え1500石を領す。
慶長5年（1600年）9月15日、関ヶ原の戦いに従軍した四郎右衛門は、立ち込める霧の中で馬の操作を誤り家康の馬に乗りかけたため、怒った家康は刀を抜いて四郎右衛門を切ろうとし、四郎右衛門は驚いて走り去ったという。
元和10年（1624年）2代将軍秀忠の時代、2月25日に発令された二条城の普請において同じ使番の中村忠勝、榊原職直、水野守信らとともに普請奉行を命ぜられている。
江戸幕府と伊達政宗の伝達役を務め、元和7年（1621年）から同8年（1622年）ごろに書かれたと推定される伊達政宗から野々村四郎衛門に対し四郎衛門から譲られた仔猫に関する礼と褒め言葉を述べた書状が現存する。
寛永2年1月20日（1625年2月26日）、55歳で没したという。

## 登場する作品・創作物
小説
- 隆慶一郎『影武者徳川家康』 新潮文庫 1993年 ISBN 4-10-117415-6、ISBN 4-10-117416-4、ISBN 4-10-117417-2

漫画
- 原哲夫『影武者徳川家康（1 - 6）』 集英社 1994年（原作：隆慶一郎著『影武者徳川家康』）

ドラマ
- 『葵 徳川三代』(2000年、NHK大河ドラマ、演：小林和之)